# ウロシュ・コバチェビッチ
ウロシュ・コヴァチェヴィッチ（セルビア語: Урош Ковачевић, 1993年5月6日 - ）は、セルビアの男子バレーボール選手。クラリェヴォ出身。セルビア代表。兄はニコラ・コヴァチェヴィッチ。

## 来歴
2003年から2010年までリブニツァ・クラリェヴォのユースチームに在籍。
サウスポーのウイングスパイカーで、2009年に16歳にしてユース代表に選出され、2009年ユース世界選手権で優勝、翌年、2010年ジュニア欧州選手権でも3位となった。同年スロベニアのACHバレーに移籍した。
2011年にはジュニア、ユースと共にシニアにも選出され数々の栄冠を手にした。2011年欧州ユース選手権では優勝、MVPを受賞。2011年バレーボール・ワールドリーグに出場。2011年ジュニア世界選手権で3位、2011年ユース世界選手権では優勝、２連覇に貢献し、MVPを受賞。続くシニアでも2011年欧州選手権で優勝した。
2012年、ロンドンオリンピックに出場。

## 球歴
- オリンピック - 2012年 (9位)
- 欧州選手権 - 2011年 (優勝)
- ワールドリーグ - 2011年、2012年 (9位)
- 世界ジュニア選手権 - 2011年 (3位)
- 世界ユース選手権 - 2009年、2011年 (優勝)
- 欧州ジュニア選手権 - 2010年 (3位)
- 欧州ユース選手権 - 2011年 (優勝)

## 受賞歴
- 2011年欧州ユース選手権 MVP
- 2011年世界ユース選手権 MVP

## 所属クラブ
- ACHバレー（2010-2012年）
- パッラヴォーロ・モデナ（2012-2015年）
- Calzedonia Verona（2015-2017年）
- トレンティーノ・バレー（2017-2020年）
- 北京汽车男排（2020-2021年）
- Aluron CMC Warta Zawiercie（2021-2023年）
- ウラル・ウファ（2023-2024年）
- Gas Sales Bluenergy Piacenza（2024-）